# Michele da Cuneo
Michele da Cuneo (Savona, 1448 – Savona, 1503) è stato un navigatore italiano.
Ha preso parte al secondo viaggio di esplorazione al Nuovo Mondo compiuto da Cristoforo Colombo, di cui fu grande amico.

## Biografia
Mercante e marinaio, appartenne ad una delle più importanti, ricche e conosciute famiglie di imprenditori savonesi tra il XV e il XVII secolo, protagonisti, per tanti anni, della vita economica, politica ed amministrativa della loro città. Il nonno di Michele da Cuneo, recante il suo stesso nome, aveva fatto la propria fortuna nel commercio dei panni e dei tessuti, venendo altresì ricordato per esser stato Capitano di nave, Ambasciatore della città di Savona presso il Duca di Milano nel 1423 e presso il Doge di Genova nel 1436, nonché Consigliere del Comune di Savona e membro del Collegio degli Anziani. Il padre di Michele, Corrado da Cuneo, oltre che imprenditore era stato un importante uomo politico savonese, facente parte del Consiglio degli anziani. 
I Cuneo erano originari di Cunio, una frazione di Segno, situata sulle colline alle spalle di Vado Ligure, a 300 metri sul livello del mare e a 16 km da Savona. La famiglia (il cui scudo era a punta di rosso alla fascia d'oro caricato d'un leone passante di nero e al capo d'azzurro caricato d'un cuneo d'argento) fu ascritta nel Libro d'Oro o "Registro dell'Ordine della Nobiltà Savonese", in base a due deliberazioni del Consiglio Grande del Comune il 9 luglio 1557 e poi il 22 luglio 1576. Negli anni successivi, Michele da Cuneo si affermò a Savona come uno dei più attivi mercanti della sua città: come attestano gli atti notarili ancora conservati nell'Archivio di Stato di Savona, finanziò e sovrintese alla costruzione di una nave, inviò mercanzie in Sardegna, vendette filo palmato e filo per vele e sagole in cambio dell'acquisto di formaggi (da cedere probabilmente a Domenico Colombo) nonché molti altri prodotti commerciabili (grano, cera, panni, lana, etc.), acquistò e vendette case e terreni a Savona e un mulino a Mallare, acquistò botteghe e realizzò cospicui prestiti di denaro ricavandone interessi anche rilevanti.
Dai documenti pervenutici, risulta inoltre che Michele da Cuneo ebbe in moglie Orietta Bernissoni da cui ebbe due figli, Giovanbattista e Caterina. Michele fu anche padre di due figli naturali, Agostino e Corradino, e di una figlia, Beneitolla, nati da una sua relazione intrecciata con una donna di cui non ci è pervenuto il nome.
Nel 1493, rientrato in Spagna dopo la scoperta del Nuovo Mondo, Cristoforo Colombo mandò a chiamare l'amico Michele da Cuneo, invitandolo a seguirlo nel secondo viaggio di esplorazione in quelle terre sconosciute e misteriose da lui scoperte al di là del Mare Oceano. La spedizione, cui partecipò Michele, salpò dal porto di Cadice il 25 settembre 1493. Insieme a Colombo, il marinaio-mercante savonese esplorò le coste dell'isola di Hispaniola e di quella di Cuba e della Giamaica, osservando con acuto interesse le genti, le piante e gli animali che popolavano quelle misteriose isole.
In particolare, durante quella spedizione, Michele da Cuneo si distinse per aver avvistato per primo l'estremità sud occidentale dell'Hispaniola (che da lui prese provvisoriamente il nome di Capo San Michele di Savona) e poi, il 14 settembre 1494, l'isola di Adamanay (che Cristoforo Colombo ribattezzò col nome di Saona, in omaggio ai suoi genitori rimasti a vivere nel capoluogo ligure al momento della sua partenza dall'Italia). In segno di amicizia e riconoscenza, il Navigatore avrebbe donato quell'isola all'amico Michele da Cuneo.
Il 23 febbraio 1495, poi, Michele da Cuneo lasciò La Isabela, la città fondata da Colombo nella parte settentrionale dell'isola di Hispaniola, con una flotta di quattro caravelle guidate da Antonio De Torres, con l'incarico di recare in Spagna 550 Indios da vendere sul mercato degli schiavi di Cadice.
Rientrato quindi a Savona, Michele da Cuneo scrisse una lettera al nobile genovese Gerolamo Aimari per informarlo di ciò che aveva visto e relativamente alle esperienze vissute (il testo fu redatto tra il 15 ottobre e il 28 ottobre del 1495, dopo una breve sosta di Michele a Nizza). La Lettera di Michele da Cuneo (che sarebbe stata scoperta soltanto nel 1885 da Olindo Guerrini, Direttore della Biblioteca Universitaria di Bologna e la cui autenticità è oggi indiscussa) è oggi considerata il documento più importante e veritiero redatto da un marinaio che abbia partecipato ai viaggi di esplorazione al Nuovo Mondo.
Michele da Cuneo morì a Savona nel 1503.